# Centro Cultural São Paulo
O Centro Cultural São Paulo é uma instituição pública subordinada à Secretaria Municipal de Cultura do município de São Paulo que reúne a Pinacoteca Municipal, a discoteca Oneyda Alvarenga, a coleção da Missão de Pesquisas Folclóricas de Mário de Andrade, um conjunto de bibliotecas, espaços expositivos, espaços para cursos diversos, teatros e cinema.
É considerado um dos principais espaços culturais da cidade e uma das primeiras instituições de São Paulo a ser considerada "centro cultural" na acepção plena da palavra. Foi inaugurado em 1982.

## História

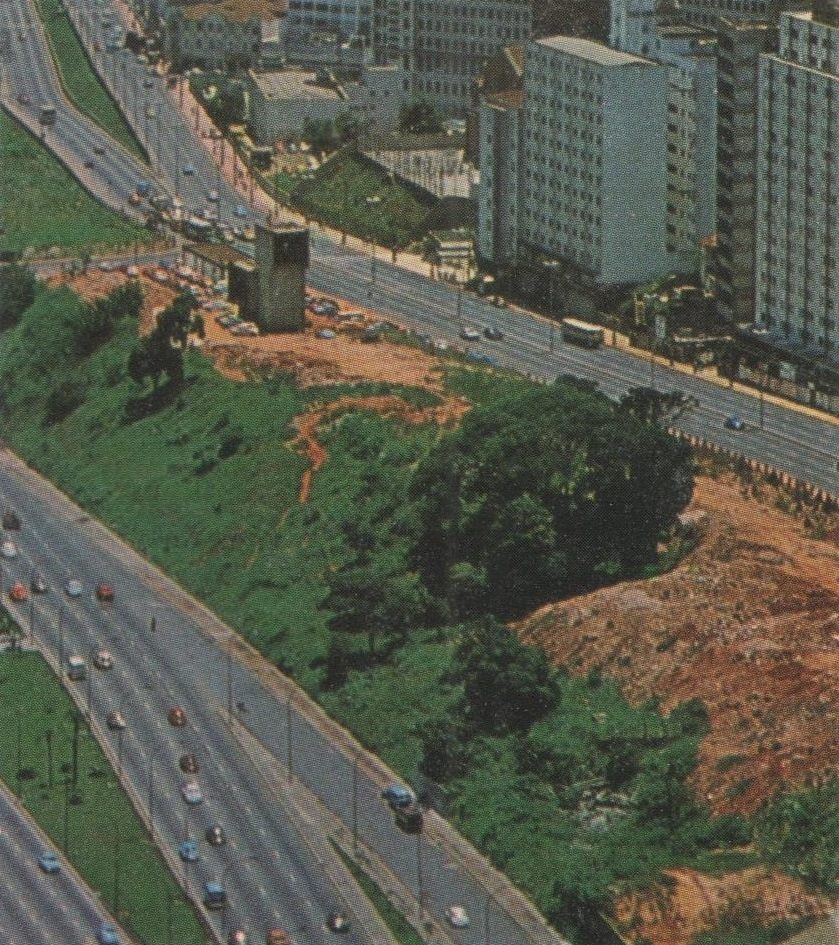
Área do Centro Cultural São Paulo em meados de 1978

### Antecedentes
Após a criação da Companhia do Metropolitano de São Paulo em 1968, a prefeitura de São Paulo realizou inúmeras desapropriações para a construção da Linha Norte—Sul. Para a implantação de canteiros de obras e a construção da futura Estação Aclimação (atual Vergueiro) foram desapropriadas vários lotes através dos decretos municipais nº 7886, de 3 de janeiro de 1969 e nº 8656, de 16 de fevereiro de 1970. Para construir a estação e o Centro de Controle Operacional foi contratado, através de licitação, o Consórcio METRAG (composto pelas empresas Metropolitana, Andrade Gutierrez e Proenge). As obras foram iniciadas em 1970 e concluídas em meados de 1974, com a estação rebatizada “Vergueiro” inaugurada em 17 de fevereiro de 1975. 

### Nova Vergueiro

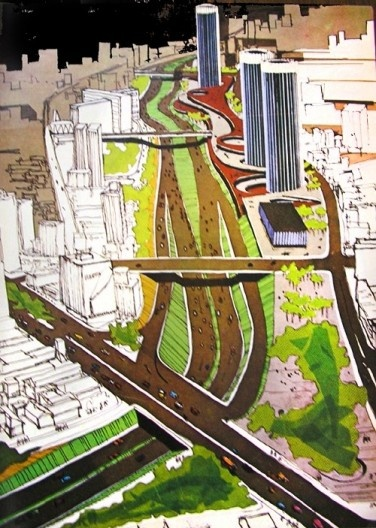
Representação artística do projeto Nova Vergueiro realizada pelos técnicos da Emurb, 1974

Durante a etapa final das obras, a prefeitura começou a estudar uma destinação adequada para as áreas excedentes dos canteiros de obras. A recém-criada Empresa Municipal de Urbanização de São Paulo (Emurb) lançou um projeto de reurbanização das áreas chamado de projeto “Nova Vergueiro’’. Para tirar o projeto do papel, a Emurb preparou uma proposta de parceria com a iniciativa privada. A prefeitura iria ceder os terrenos para um empreendimento pré-projetado pela mesma e em troca um consórcio de empresas iria detalhar esse projeto, construir edifícios públicos e de uso privado e áreas verdes e de lazer para o público no mesmo empreendimento e explorarparte do empreendimento por um certo período de tempo.
O prefeito Miguel Colasuono lançou uma licitação em julho de 1974 para a construção de duas torres de escritórios na qual se apresentaram três consórcios: Construtora Adolfo Lindemberg S/A,  CBPO-Formaespaço S/A e Guarantã Servlease S/A – Prourb. Após a abertura das propostas, o consórcio vencedor foi o Guarantã Servlease S/A – Prourb. Esse consórcio contratou os arquitetos Roger Zmekhol e Sidinei Rodrigues, que projetaram duas torres de 105 m de altura além de um centro comercial, biblioteca, hotel e um terraço com lajes ajardinadas, uma garagem subterrânea e uma passarela sobre a Avenida Vinte e Três de Maio, ligando a Praça Santo Agostinho ao Hospital Beneficência Portuguesa. O projeto tinha um custo estimado em 700 milhões de cruzeiros e deveria ser concluído em cinco anos.
Antes mesmo das obras serem iniciadas, Colasuono deixou a prefeitura e o novo prefeito Olavo Setúbal resolveu reexaminar a obra.  Após muitas críticas ao projeto (que também ameaçava a expansão imobiliária da Avenida Paulista), Setubal anulou a concorrência em 2 de julho de 1975 alegando descumprimento do termo de referência da mesma pelo consórcio vencedor. O consórcio Prourb entrou na justiça e a prefeitura foi obrigada a indenizar o consórcio.

### Nova Biblioteca Pública

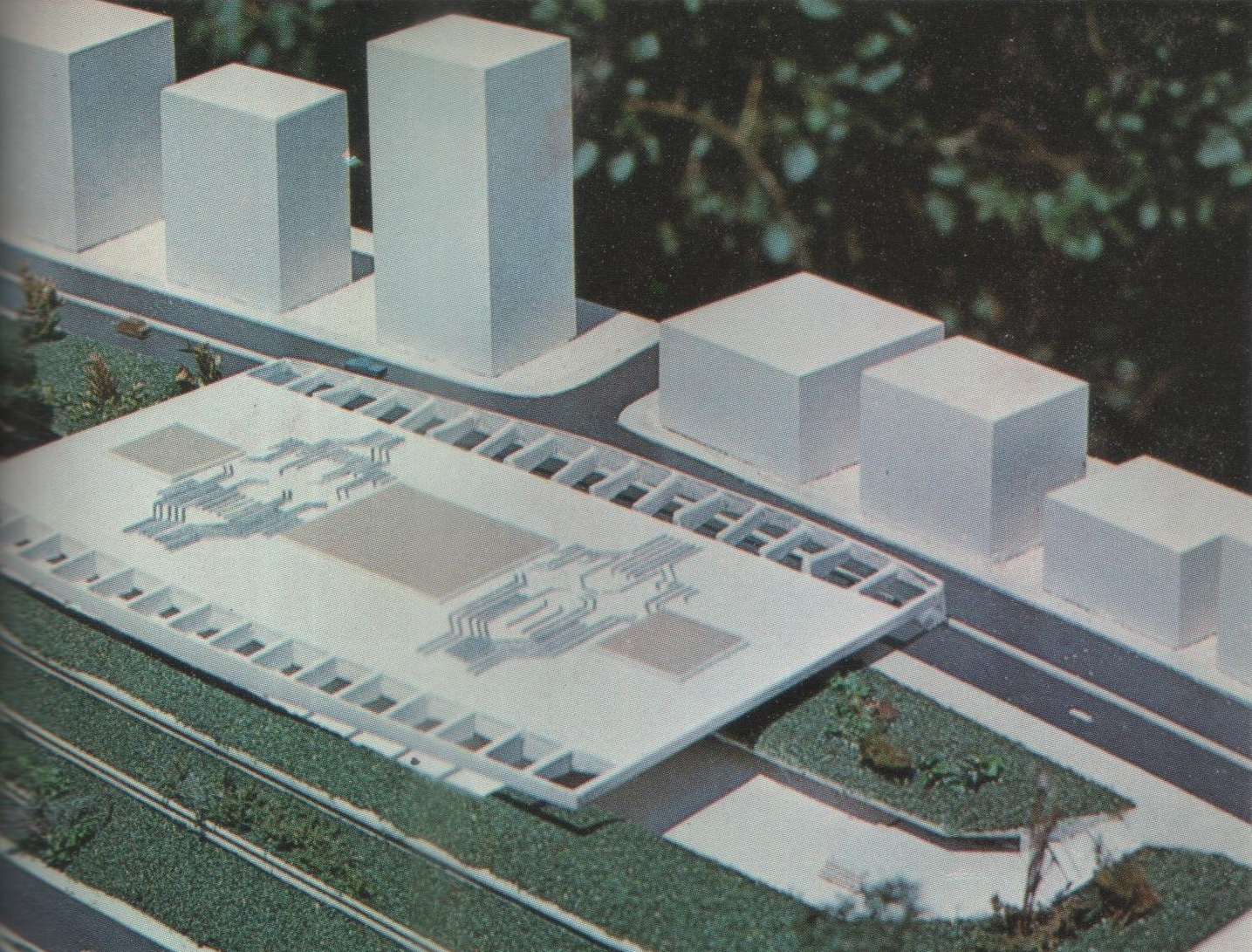
Vista parcial da primeira maquete da Nova Biblioteca Pública, 1978. O projeto serviu de base para o futuro Centro Cultural São Paulo

Na década de 1970 a Biblioteca Mário de Andrade, a maior e principal de São Paulo, encontrava-se superlotada. Sem espaço para receber novos livros, a biblioteca entrou em decadência, cedendo parte de seu acervo para as bibliotecas de bairro, como a de Santo Amaro, ou arquivando cada vez mais obras. Desde o início da década discutia-se um projeto de construção de uma extensão da biblioteca. Durante o cancelamento do projeto “Nova Vergueiro”, a gestão Setubal idealizou um parque público para a área do projeto. O parque acabou arquivado e, em julho de 1975, o terreno foi escolhido para a implantação da extensão da biblioteca Mário de Andrade.
Após concorrência, a prefeitura de São Paulo contratou por 10 milhões de cruzeiros os arquitetos Eurico Prado Lopes (1940-1985) e Luiz Benedito de Castro Telles (1943-2014) para projetar a Nova Biblioteca Pública de São Paulo, aproveitando parte da área de 300 mil metros quadrados do extinto projeto Nova Vergueiro, localizada ao norte da estação homônima do metrô.  As premissas básicas do projeto eram a de construir um espaço capaz de abrigar 1,5 milhão de livros e receber até 1300 pessoas simultaneamente. O projeto foi dividido em três etapas: em 1978 seriam entregues 27 mil metros quadrados, 30 mil metros quadrados em 1983 e a conclusão do projeto para 1990.

### Centro Cultural São Paulo

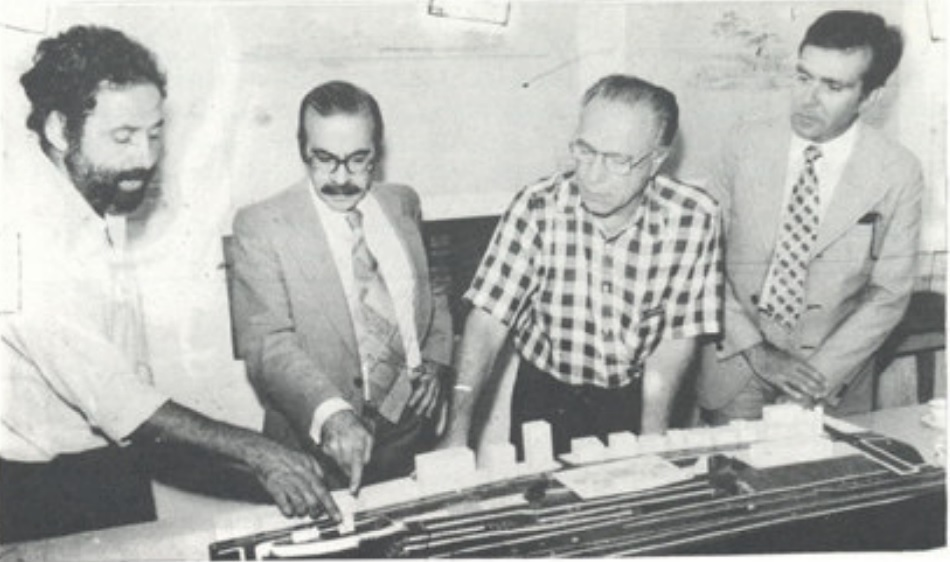
O arquiteto Eurico Prado Lopes (à esquerda) apresentando a maquete do Centro Cultural São Paulo aos secretários municipais Mário Chamie (cultura) e Paulo Gomes Machado (obras), 1979

Por conta de problemas orçamentários, as obras foram iniciadas apenas em 1978, com a realização das obras de terraplenagem. Para o projeto civil e construção da edificação foram contratadas as empresas Método, Maubertec e Sul Americana de Engenharia S/A (SADE). Com o fim do mandato de Setubal, a prefeitura de São Paulo é assumida por Reinaldo de Barros que modificou o projeto a pedido de seu secretário de cultura Mário Chamie. Ao invés de concentrar apenas uma extensão da Biblioteca Mário de Andrade, o projeto é modificado com base no Centro Georges Pompidou de Paris. A construção do prédio foi iniciada em 1981, sendo financiada pelo banco Nossa Caixa, e sua primeira etapa foi concluída em 1982. O Centro Cultural São Paulo foi aberto no último dia do mandato de Reinaldo de Barros à toque de caixa, inacabado, ao meio dia de 13 de maio de 1982.
A abertura foi parcial, por conta da parte do prédio voltado para a Rua Vergueiro ainda encontrar-se em obras. O prédio ainda não dispunha do sistema de hidrantes, parte do acabamento das luminárias não havia sido montada e haviam falhas nos pisos e restos de obras em alguns pontos. Foram entregues dois teatros (sendo um de arena), cinema, auditório, foyer, uma pinacoteca com acervo de mil e seiscentas obras e o jardim interno. A biblioteca, principal instalação, ainda encontrava-se com sua área em obras. Ao todo, foi construída uma edificação de 46.500 metros quadrados com quatro pavimentos ao custo inicial de 3 bilhões de cruzeiros. Apesar das promessas do secretário Chamie que a biblioteca seria inaugurada em um ou dois meses, a biblioteca Sérgio Milliet foi inaugurada apenas em 6 de março de 1983 pelo prefeito Antônio Salim Curiati. No mesmo dia, as demais instalações receberam seus nomes: Adoniram Barbosa (teatro de arena), Jardel Filho (teatro de palco italiano), Lima Barreto (cinema), Sérgio Milliet (biblioteca) e Paulo Emílio Sales Gomes (auditório).A Biblioteca Sérigio Milliet foi a primeira da cidade a contar com um sistema de busca e catalogação de obras informatizado pela Prodam. Inicialmente as cinquenta mil obras disponíveis não poderiam ser emprestadas.Tocados pela homenagem a Sérgio Milliet , seus familiares doaram parte de sua biblioteca pessoal para a instituição (enriquecendo seu acervo).
O arquiteto Eurico Prado Lopes, que trabalhou nos bastidores para que a obra fosse realizada, não pôde contemplar o projeto concluído, tendo falecido em 12 de abril de 1985, aos 45 anos. Seu velório foi realizado em uma das bibliotecas do Centro Cultural.
Algum tempo depois, amigos e colegas de Lopes procuraram as autoridades para que o projeto fosse concluído. Em 1986 atraía apenas 5 mil visitantes por dia e ainda encontrava-se inacabado e com problemas de execução que o arquiteto Telles e os responsáveis técnicos da prefeitura tentavam corrigir. A biblioteca Alfredo Volpi foi inaugurada em 20 de agosto de 1992 pela prefeita Luíza Erundina.
Apenas em 2004, com a construção do jardim (batizado Eurico Prado Lopes) e acesso para a estação Vergueiro do metrô, as últimas instalações foram concluídas.

## Projeto

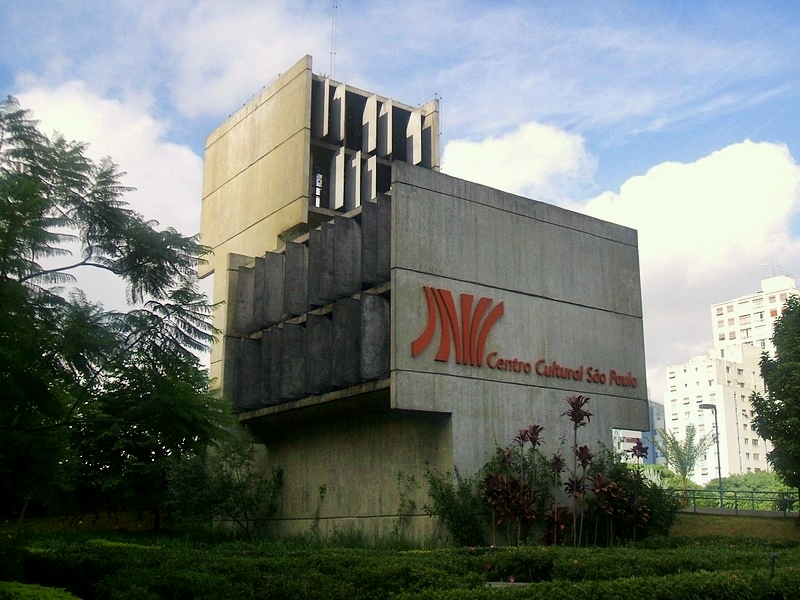
Detalhe do edifício, concreto armado e logo inspirada na estrutura metálica interna.

O projeto de Eurico Prado Lopes e Luiz Telles é considerado um dos mais significativos até hoje executados em São Paulo. A solução estrutural é complexa, utilizando concreto armado e ferro. O partido arquitetônico visou a horizontalidade, privilegiou a fluidez dos amplos espaços e incluiu diversos acessos.
O logotipo do centro cultural foi criado pela artista visual Emilie Chamie, esposa de Mário Chamie, inspirado na estrutura do prédio.

## Crítica
Em 28 de setembro de 2014, foi publicado na Folha de S.Paulo o resultado da avaliação feita pela equipe da Folha ao visitar os sessenta maiores teatros da cidade de São Paulo. O local foi premiado com três estrelas, uma nota "regular", com o consenso: "Na sala Jardel Filho, o espaço é simples, e os assentos não são confortáveis. Há vazamento de som, que atrapalha as apresentações, e o espaço para cadeirantes não é bem situado. Na programação, há boas produções de teatro e dança. Os [preços dos] ingressos são um atrativo (...) A assessoria diz que o CCSP está trabalhando para resolver as duas questões: o vazamento sonoro e a localização da área para cadeirantes."

## Atividades

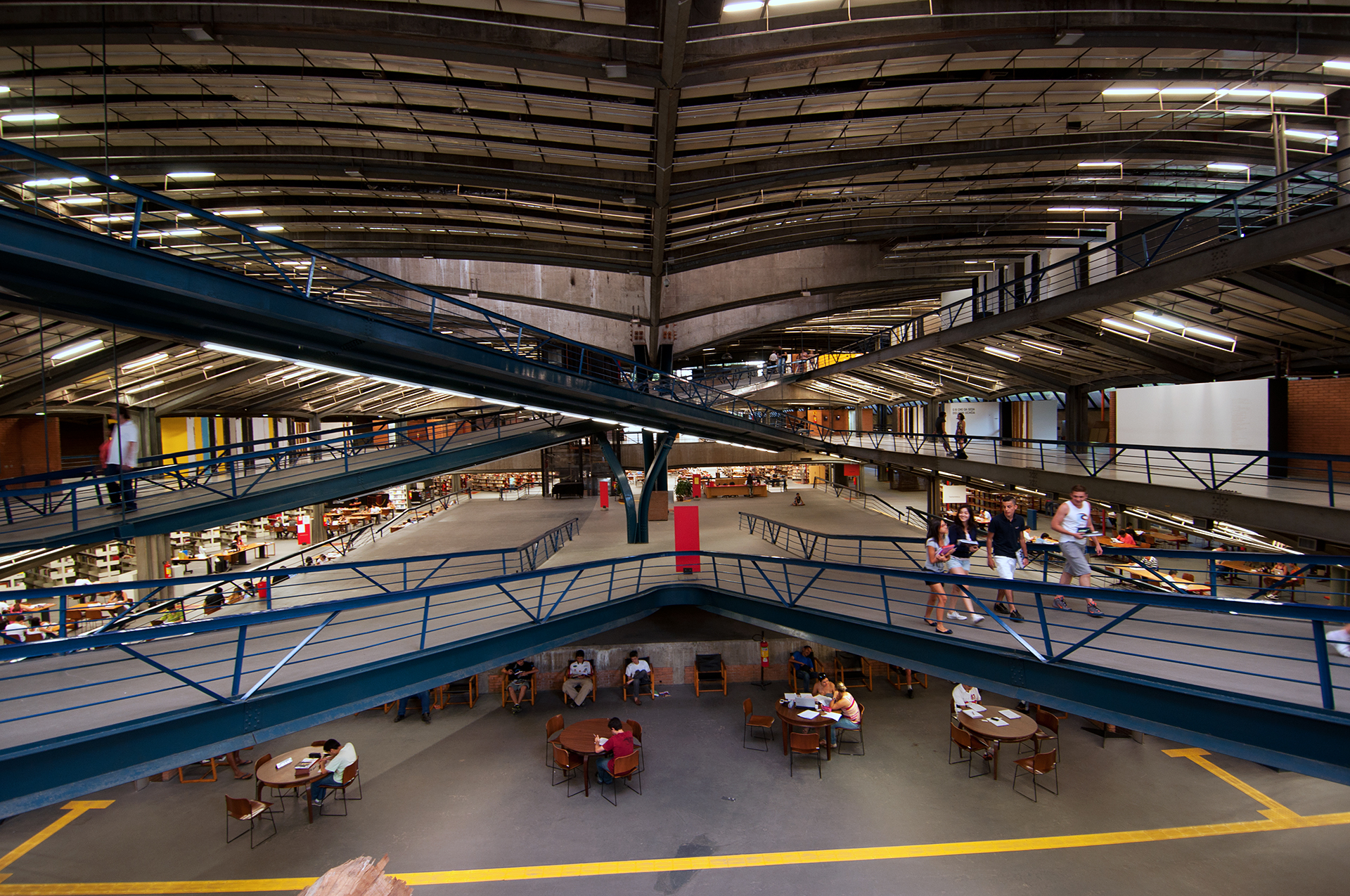
Vista interna do CCSP

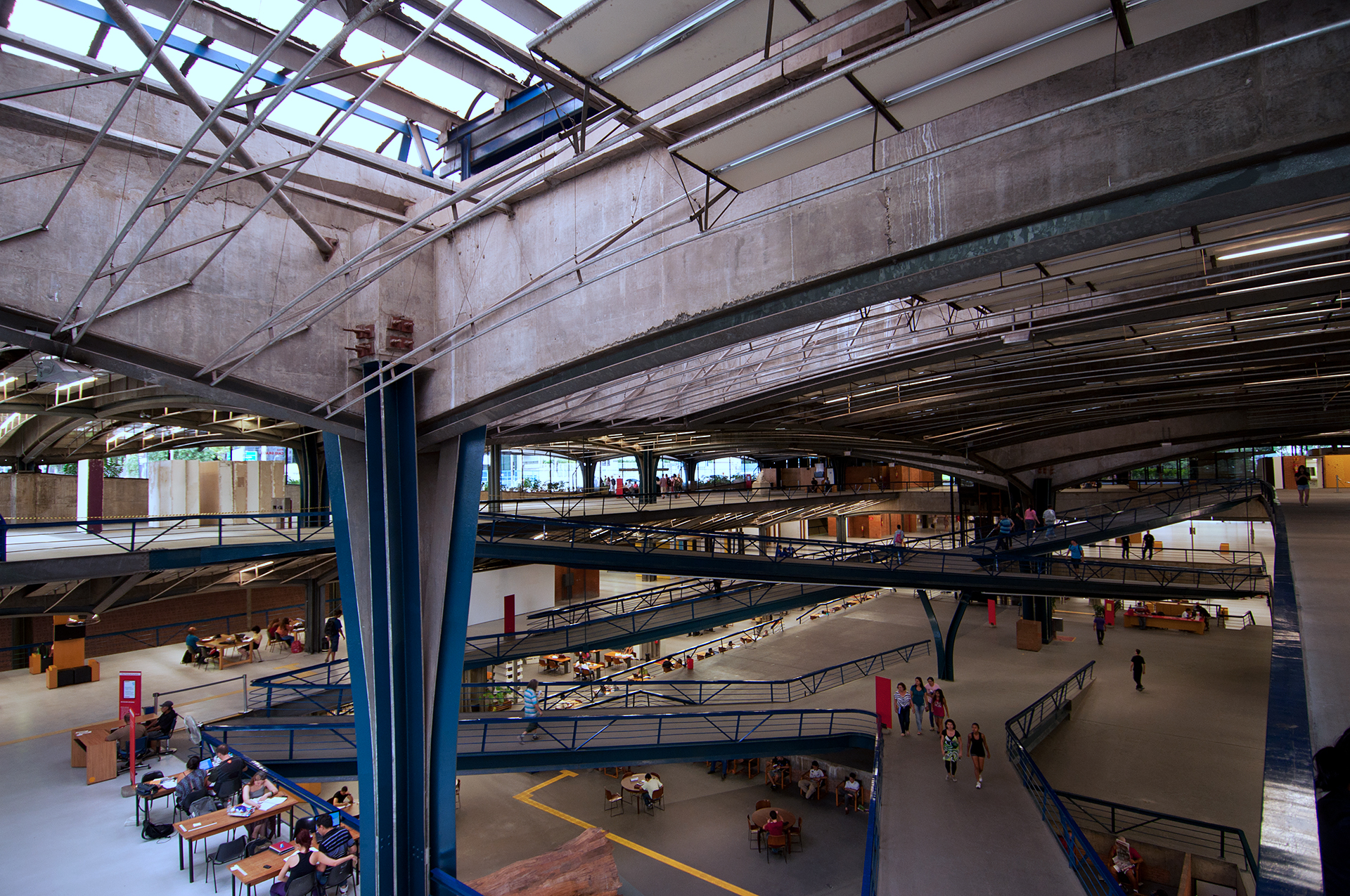
Vista interna lateral superior do CCSP

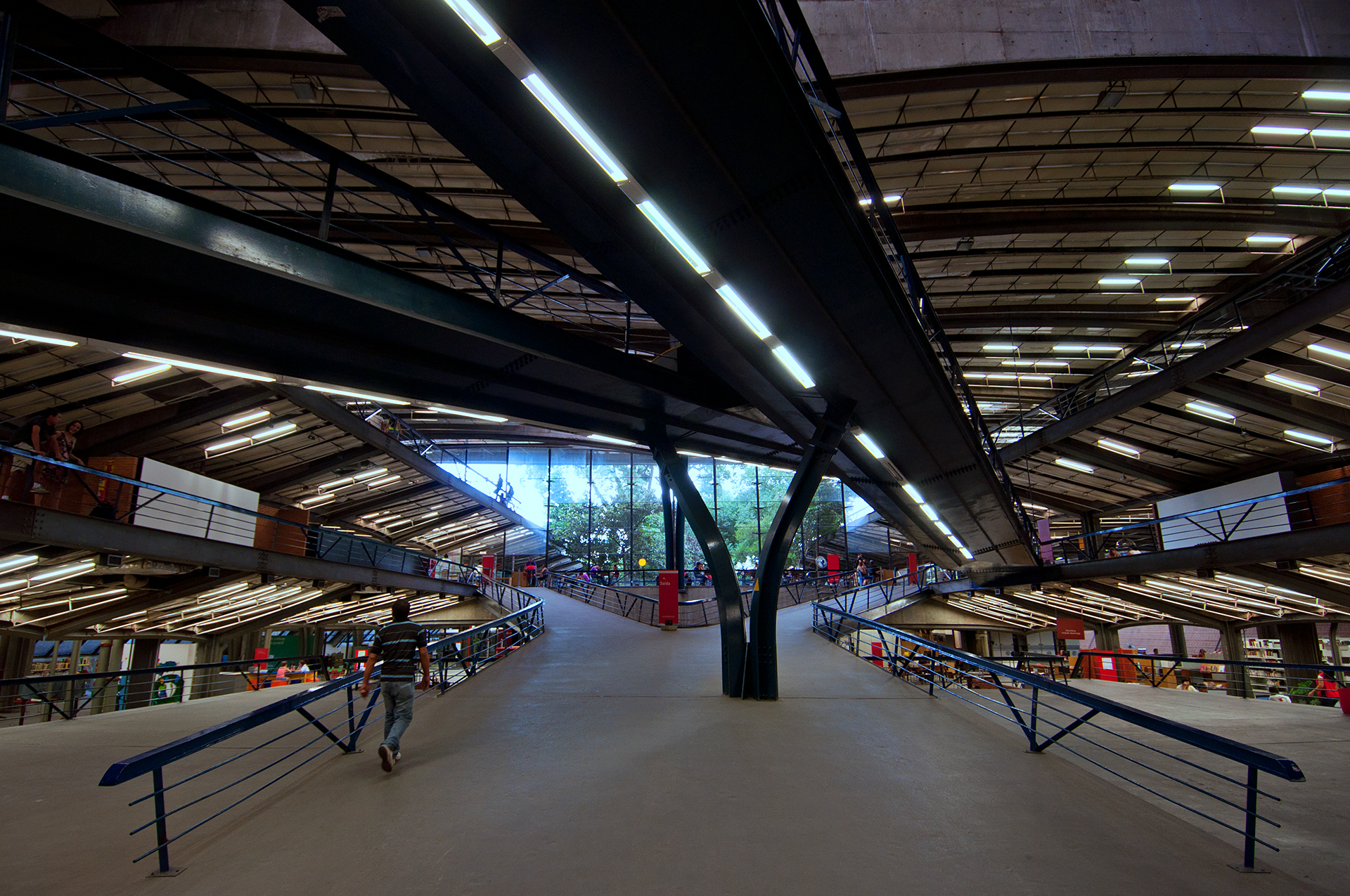
Vista interna central inferior do CCSP

Entre as varias atividades educativas e culturais fornecidas pelo centro cultural, se destaca o projeto Centro do Rock que fornece shows de rock ao vivo com entrada franca e acontece todos os anos no mês de julho. Outra atividade, com entrada também gratuita é a Semana de Dança que leva mostra de danças ao local durante varias semanas do ano. Mas além dos projetos que ocorrem anualmente no CCSP ha muitos shows de diversos tipos musicais, peças de teatro de todos os gêneros, e outros projetos que visam levar cultura a população. 
Além das atividades cedidas pelo Centro, muitos jovens se reúnem para praticar street dance em grupos. Outros jovens se encontram para estudar ou jogar jogos de tabuleiros nas mesas de fora da biblioteca.

## Acessibilidade
O Centro Cultural possui um programa de livre acesso, onde as pessoas com deficiência e mobilidade reduzida podem frequentar facilmente todas as oportunidades que o CCSP fornece. Os funcionários são treinados para ajuda-los e além disso o Centro fornece atividades e espaço físico para possibilitando o acesso de cadeirantes, deficientes auditivos e visuais.
Há também wi-fi grátis por todo o CCSP para colaborar com a educação das pessoas.
O local fornece também um local para guardar bicicletas.

## Biblioteca
O Centro cultural possui cinco bibliotecas em seu interior, a Biblioteca Sérgio Milliet,  a segunda maior da cidade; a Biblioteca Alfredo Volpi que resguarda um catálogo sobre artes plásticas, fotografia e arquitetura; a Gibiteca, que além dos gibis oferece palestras, exposições e oficinas de gibis. A Biblioteca Louis Braille, acessível para deficientes visuais e auditivos pois contem áudio-livros e livros em braille, além de computadores com a tecnologia de braille. E por último o espaço contém a Sala de leitura Infanto-Juvenil, um arquivo de multimeios com artigos sobre a arte contemporânea brasileira e a Coleção de Arte da Cidade, que contém obras de Tarsila do Amaral.

## Dados
- Endereço: Rua Vergueiro, 1000, São Paulo, Brasil.